# Emil Aarestrup
Carl Ludvig Emil Aarestrup, född 4 december 1800 i Köpenhamn, död 20 juli 1856 i Odense, var en dansk skald och läkare. Han skrev lyriskt sensuella kärleksdikter.

## Biografi
Emil Aarestrup föddes i Köpenhamn och tillbringade större delen av sitt liv på Lolland, upptagen av sin läkarpraktik och av sällskapsliv. Poesin fick endast hans lediga stunder. Uppmuntrad av Christian Winther utgav han 1837 en samling Digte, som emellertid rönte föga erkännande av kritiken och inte fick någon avsättning. Hans obenägenhet för offentligt framträdande ökades härav, och den andra samlingen av hans dikter (Efterladte digte, 1863) trycktes först sju år efter hans död. Aarestrup avled den 20 juli 1856 i Odense som stiftsfysikus (provinsialläkare).

## Aarestrup som skald
Aarestrup är uteslutande lyriker; en frisk och kraftig sensualism genomströmmar hans dikt, vars ämne oftast är förhärligandet av den kvinnliga skönheten och den erotiska njutningen. I motsättning till dåtidens i allmänhet spekulativa och översinnliga danska poesi, är Aarestrups vers konkret och åskådlig, allt är sett och iakttaget samt återgivet med en färgstyrka och en livsglöd, som föraktar alla konventionella fördomar. Aarestrup slöt sig närmast till Adam Oehlenschläger, som han varmt beundrade, men är i sitt lätta och kvicka humör och sin solida poetiska teknik en fullt självständig skald.
Hugo Alfvén tonsatte fyra Aarestrupdikter under titeln Marias sånger (op. 24).